# Бонне, Ги
Ги Бонне (фр. Guy Bonnet, 12 мая 1942 года, Авиньон, Франция — 8 января 2024 года, там же) — французский поэт, композитор и певец. Неоднократно участник Евровидения, его произведение стало бронзовым призёром конкурса (1968).
Известен как автор текста (в соавторстве с Анри Дижаном) и музыки (сотрудничестве с Даниэлем Фором) для «La Source», французского номера, участвовавшего в конкурсе эстрадной песни Евровидение 1968 года, исполняемого Изабель Обре (третье место в конкурсе).
В 1970 году он сам участвовал в этом конкурсе от Франции с номером «Мари-Блаш» (текст Пьера-Андре Дуссе) и занял четвертое место из двенадцати участников. Право представлять Францию на этом конкурсе Бонне получил, пройдя трудный отбор — в январе-феврале 1970 года в программе Télé Dimanche, представленный Дани Даниэль и Сильвеном Дешамом на Первом канале ORTF, он был одним из семи кандидатов (шесть сольных исполнителей и дуэт — Ноэль Кордье, Алена Барьера, Жюли Берген, Кристин Легран). После того, как его выбрали в качестве соперника Патрисии, а затем Анри Ташана, он победил в финале французского отбора 21 февраля 1970 года, обойдя дуэт Изабель Обре — Даниэль Беретта с их песней Olivier, Olivia.
В 1971 году Ги Бонне был одним из артистов, борющихся за право представлять Францию на конкурсе песни «Евровидение». Он хотел исполнить там произведение Виенса, но его не выбрали, отбор прошёл Серж Лама с песней Un jardin sur la Terre, а французская певица Северин представляла Монако с песней Un banc, un arbre, une rue (которая впоследствии стала победителем Евровидения 1971).
В 1983 году выступая от Франции с номером «Vivre» (написав музыку на слова Фульбера Канта) на Евровидении Бонне оказался восьмым из двадцати участников (он выступил первым).
Бонне писал песни для разных артистов, в том числе Мирей Матье, Сильви Вартан, Франк Фернандель и Sound System Massilia. Он также написал современный пастораль «La Pastorale des Enfants de Provence». Значительное место в его творчестве занимали произведения на провансальском языке, он выпустил четырнадцать альбомов, включающих столько же оригинальных песен, сколько и адаптаций («Lettres de mon moulin» Альфонса Доде, Шарля Трене, Жака Бреля, Шарля Азнавура, Раймона Левека …).
Иногда Бонне использовал псевдоним Фрэнк Боннетти, в основном для музыки к фильмам. В его фильмографии музыка к эротическим фильмам 1970-х и 1980-х годов, к телесериалу «Манеж Порт-Баркарес» в 1972 году, а также к документальному фильму «Дали в Авиньоне» в 1978 году и комедии «Коло в 1992», оба фильма были сняты режиссером Робертом Рензулли3.
Бонне умер в Авиньоне 8 января 2024 года, в возрасте 81 года.

## Фильмография
- 2018 Jorja Smith: Blue Lights
- 2018 Jorja Smith: Blue Lights (Colors Show Version)
- 2016 Jorja Smith: Blue Lights (First Version)
- 2018 La colo (1992)
- 1987 Les filles du château
- 1986 L'été les petites culottes s’envolent
- 1984 On prend la pilule et on s'éclate
- 1979 Viens, je suis chaude
- 1978 Dalí en Avignon
- 1978 Vacances organisées pour filles en chaleur
- 1978 Excitation au soleil
- 1977 Cathy, fille soumise
- 1976 Vicieuse Amandine
- 1976 Les nuits chaudes de Justine
- 1974 Les petites saintes y touchent
- 1976 Зловещие выходные графа Царева
- 1974 Jürgen Drews, Mara Heidrich, Michel Lemoine, and Tilda Thamar in L’appel
- 1973 Les confidences érotiques d’un lit trop accueillant
- 1973 Les chiennes
- 1973 Mais toi, tu es Pierre (1973)
- 1972 Le manège de Port-Barcarès TV Series
- 1972 Pervertissima